# Nehalennia (godin)

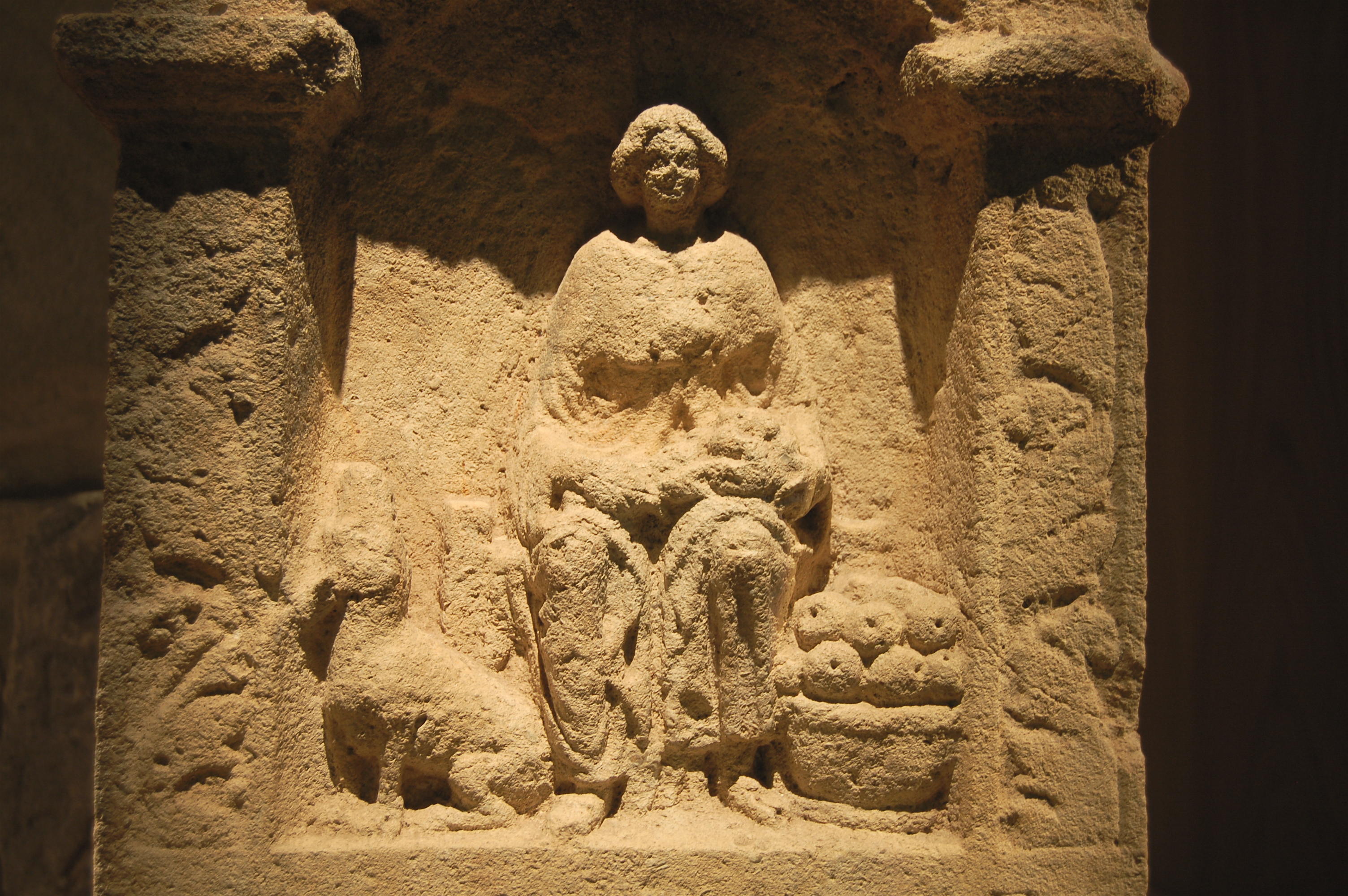
Votiefsteen godin Nehalennia 150-250 na Chr.

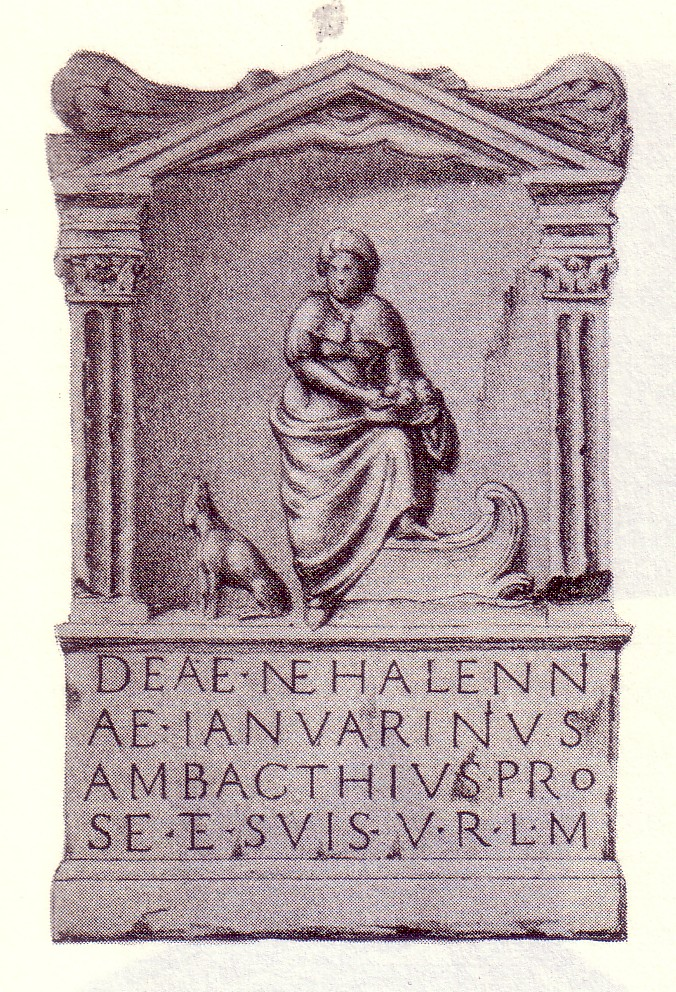
Domburgs Nehalennia-altaar afgebeeld in De Romeinsche Beelden en Gedenksteenen van Zeeland uit 1845

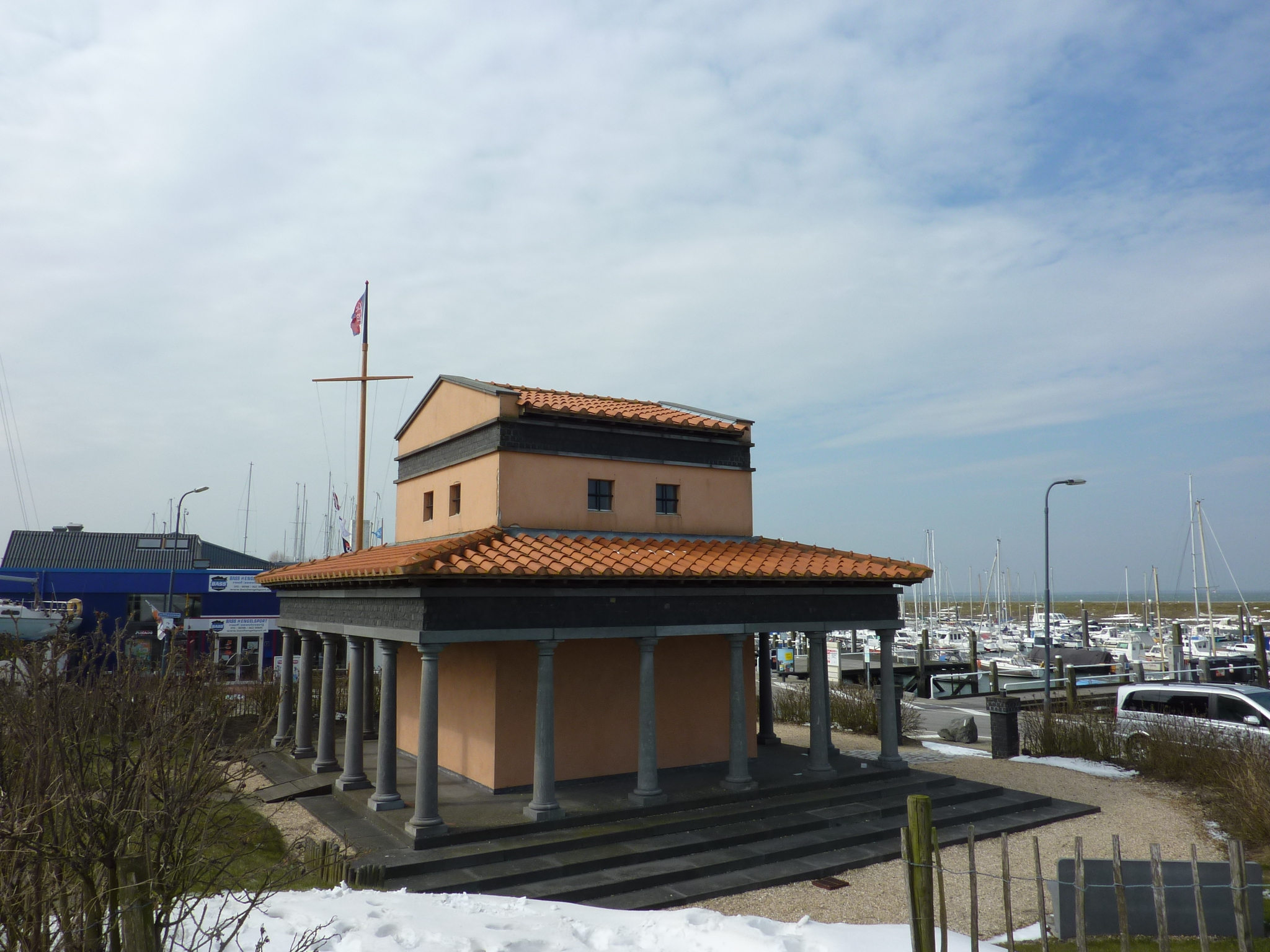
Reconstructie van de tempel op Colijnsplaat

Nehalennia (ook Nehalenia, Nehalaenniae, Nehalaenia) is een beschermgodin die in het 2e- en 3e-eeuwse Gallia Belgica door reizigers, vooral zeelui en handelaars, werd vereerd bij de monding van de Schelde.
Nehalennia is alleen bekend van grote hoeveelheden gevonden altaren bij Colijnsplaat en Domburg in wat nu Zeeland is. De votiefstenen stammen van twee in steen gebouwde tempels die lagen aan de Oosterschelde. Dit was toen de hoofdmonding van de Schelde en vormde de grens tussen de civitates der Menapii en Frisiavones. Deze streek was toentertijd een belangrijke schakel in het Romeinse handelsverkeer tussen de Rijnstreek en Britannia. De vereerders van Nehalennia kwamen dan ook uit een groot gebied dat Gallia Belgica, Germania Inferior, Germania Superior en Britannia omvatte.
Er is voorlopig geen uitsluitsel of het om een Keltische of een Germaanse godin gaat of dat zij uit een oudere traditie stamt. Ook in Keulen en zelfs in Tongeren zijn dergelijke altaren opgedoken. Haar cultus is vrijwel zeker ouder dan de periode waaruit de altaren stammen.
Een deel van de enorme collectie staat opgesteld in het Rijksmuseum van Oudheden.

## Cultus
De cultus van Nehalennia roept nog veel vraagtekens op. Zij was waarschijnlijk gezien haar attributen (hoorn des overvloeds, appels) oorspronkelijk een godin van de vruchtbaarheid. Rond 200, de tijd waaruit de gevonden altaren en beelden stammen, werd Nehalennia echter vooral vereerd als beschermster van reizigers en handelaren in het Noordzeegebied.
De verering van Nehalennia concentreerde zich in tempels in Ganuenta (ten noorden van Colijnsplaat) en Domburg. De tempel in Ganuenta was uitsluitend aan de godin gewijd, terwijl in Domburg ook andere, Romeinse, goden vereerd werden. Hier zijn beelden gevonden van oppergod Jupiter, van Neptunus en de godin Victoria.
De cultus van Nehalennia kende in ieder geval twee vormen. Op de zijkant van een van de gevonden altaren is te zien dat in de tempel van de godin door haar vereerders voedsel werd geofferd. Het meest karakteristieke onderdeel van de cultus is echter het gebruik om aan de godin te beloven dat zij een altaar kreeg wanneer zij de wens van de vereerder zou inlossen. Dankzij deze beloofde altaren kennen wij de naam en cultus van de godin. Op veel altaren staat de naam van de gever en soms ook diens beroep en plaats van herkomst. De tekst op het altaar wordt doorgaans afgesloten met de standaardformule V.S.L.M., een verkorte weergave van Votum solvit libens merito (Heeft zijn gelofte ingelost, gaarne en met reden).
Andere inheemse godheden die lokaal in die tijd vereerd werden zijn: Burorina, Hludana, Hurstrga, Sandraudiga, Seneucaega, Vagdavercustis en Viradecdis.

## Afbeelding en attributen

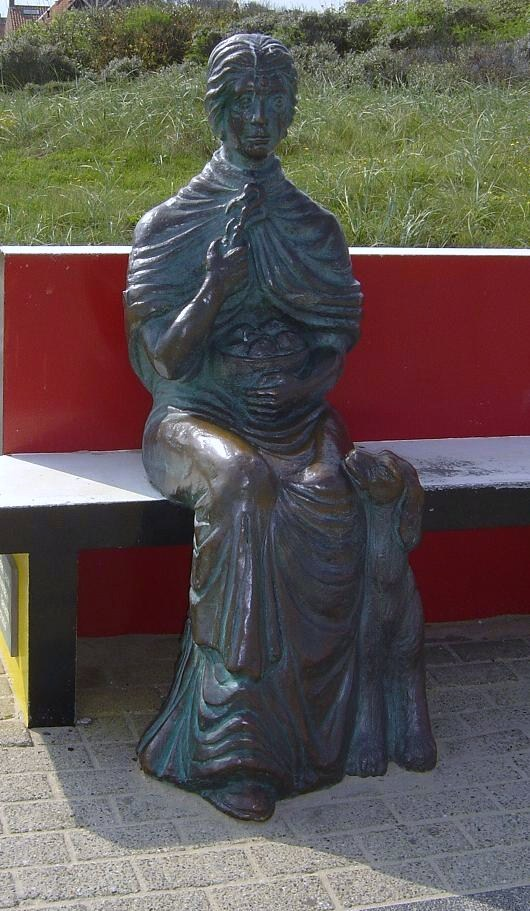
Nehalennia in brons Guido Metsers 1989

Voor de komst van de Romeinen maakten de Kelten vrijwel geen afbeeldingen van hun goden en de tempels waren heel eenvoudige houten constructies, waar nu nog weinig van over is. Op deze plaatsen werd de godin om bijstand gebeden.
Nehalennia wordt meestal zittend op een troon afgebeeld met vruchten, vooral appels op haar schoot en een mand vruchten naast haar - die begrepen kunnen worden als symbolen van vruchtbaarheid of vergankelijkheid - en rechts van haar een hond, doorgaans geïnterpreteerd als symbool van trouw.
Een hond heeft binnen de Indo-Europese mythologie echter vaak de grimmige rol van hellehond en bewaker van de onderwereld gekregen. In Romeinse bronnen werd de woeste Noordzee bij één gelegenheid beschreven als "geteisterd door honden". Appels verwijzen in de Europese mythologie meermalen naar anderwereldse oorden zoals het appelland Avalon en de tuin van Hesperia. En de fruitmand is een afleiding van de hoorn des overvloeds.
De wijze van afbeelden van Nehalennia vertoont overeenkomsten met die van de Matronae, de naam die de Romeinen gaven aan godinnen die, alleen of met drie, voor zij naar hier kwamen al door de Kelten werden vereerd. Zij zijn daarna vaak in pijpaarde afgebeeld, evenals honden, als om haar te begeleiden. In Tongeren zijn graven met als grafgift een hondenschedel gevonden, wat zou kunnen wijzen op een rol van de hond in de cultus rond de Matronae. Attributen van deze godinnen zijn heel vaak dieren, vruchten en hoornen des overvloeds. Dit soort regionale godinnen werd meestal afgebeeld als een op een troon zittende vrouw. Zij werden geacht huis en haard te beschermen, maar ook hele stammen of volkeren.
Een afbeelding van een tronende godin met kinderen aan de borst, met schoothondjes, of met manden fruit wordt door Lothar Schwinden getypeerd als een moedergodin (zoals de Gallo-Romeinse versie van de Keltische Aveta).

### Attributen van Nehalennia
Op de afbeeldingen komen stereotiep een aantal symbolen in diverse combinaties of andere selectie terug:
- Schelpdak van de altaarnis: typerend voor altaren van Germaanse-Keltische Matronen (Moedergodinnen) en Romeinse goden.[6]
- Hond: waarschijnlijk een verwijzing naar de waakzaamheid en de trouw van de godin
- Vruchten (vooral appels): niet exclusief voor deze godin, in een schaal op schoot, een mand aan haar voeten, zijkanten van altaren en bovenop als op een offertafel.
- Cornucopia: op de zijkant van een aantal altaren, maar ook weleens in de linkerhand.
- Scheepsroer aan de rechterzijde, of op een zijkant van een altaar. Het roer is soms gecombineerd met een globe, samen de symbolen van Fortuna.
- Houding met de voet op een schip (overgenomen van Neptunus), wijst erop dat zij gezien werd als heerseres van de scheepvaart.
- Gedrapeerde doek aan de achterzijde van een altaar: (bij 4 in Domburg, 13 bij Collijnsplaat plus een beeld). Functie onbekend, maar geen toeval.
- Offertafeltje op de zijflank van en boven op de altaren: met leeuw(inn?)enpoten, daarop broden, vruchten,[7] een varkenskop, steelpannetje, vaas, mes, op de grond een kan, een houten emmer met opstaand hengsel.
- Bloemslingers: aan de omlijsting van de beeltenis, die als het ware een tempel in miniatuur voorstelt.

### Kleding
De kleding waarmee deze godin wordt afgebeeld is zeer specifiek en bestaat uit drie onderdelen:
- Lang tot de voeten reikend gewaad,
- daaroverheen een iets kortere mantel,
- en op die mantel is een schoudermanteltje bevestigd, een pelerientje. Dit is uniek, er is niet één andere godheid die dit kledingstuk draagt. Men concludeert dat het dan ook in het land van Nehalennia zelf werd gedragen door vrouwen.

## Archeologische vondsten
Er zijn enkele grote beelden die naar deze godin verwijzen In Nederland gevonden. Verder is er een wat grotere collectie votiefstenen uit het water opgevist (300 stuks). Ook van deze laatste zijn er veel vernietigd teruggevonden, maar een aantal is bij de Oosterschelde in zee terechtgekomen en die zijn betrekkelijk heel, zij het dat erosie vaak de hele inscriptie heeft uitgevaagd.

### Beelden

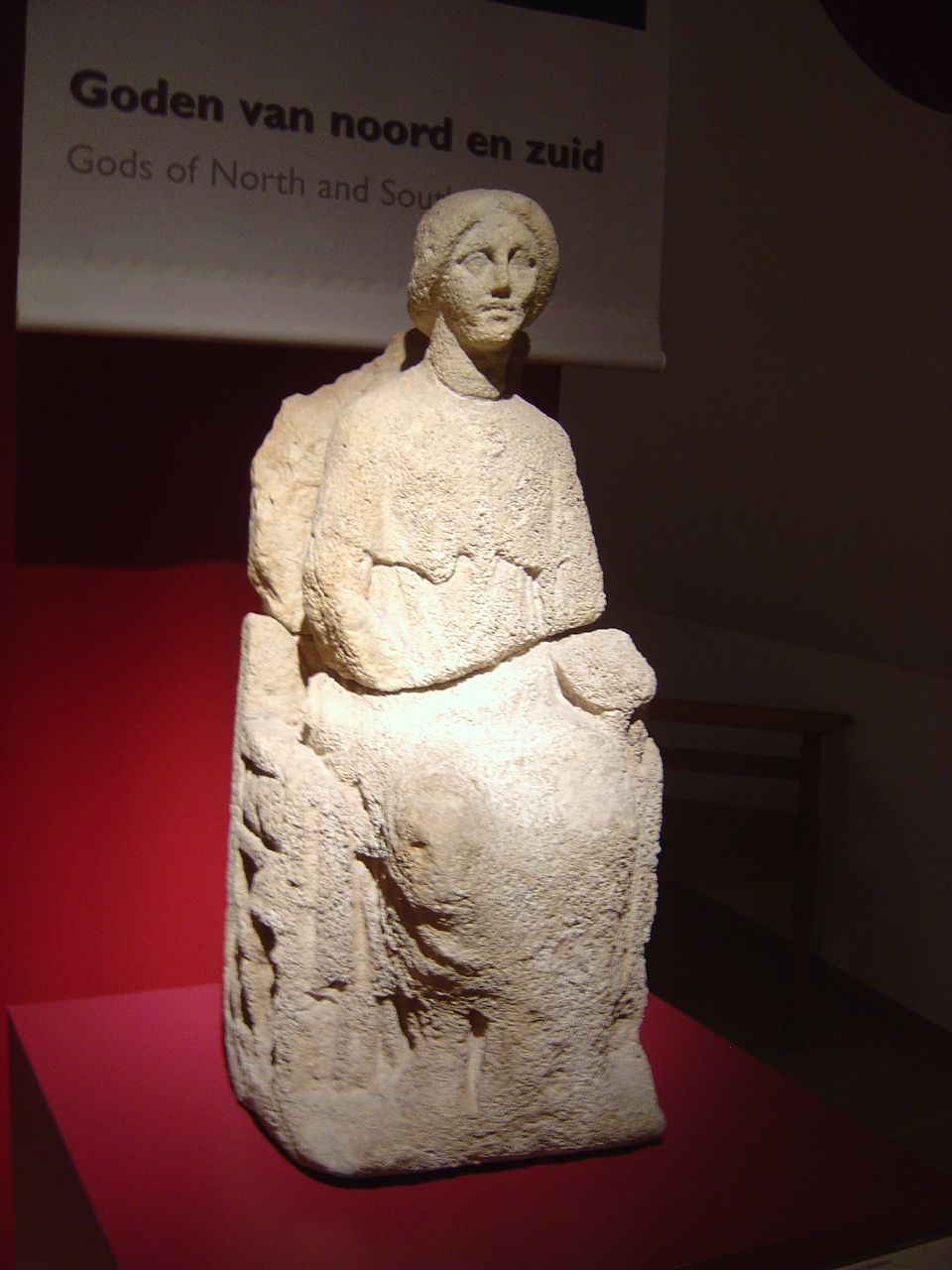
Beeld van de godin, kalksteen, 82 cm. Rijksmuseum van Oudheden Leiden

Er is één Nehalenniabeeld uit de Oosterschelde in zijn geheel bewaard, zij het in drie stukken. De godin is gezeten op een troon. Zo is er nog een andere zittende Nehalennia, zonder hoofd. Verder zijn er delen van een staand beeld. De vrijstaande beelden hoorden ook bij tempels en hadden waarschijnlijk een centrale functie.
Een aantal kalkstenen beeldjes van ca. 25-30 cm hoogte is van een heel andere orde. Daarvan zijn er vijf (zonder kopje) geborgen. Zij behoren samen met teruggevonden terracottabeeldjes en munten tot de categorie van kleinere votiefgaven.
Dergelijke kleine devotionalia (figurines) zijn in alle tempels uit de oudheid teruggevonden.

### Altaarstenen
Op 14 april 1970 vond de visser K.J. Bout delen van een Nehalennia-altaar in zijn netten, terwijl hij bij Colijnsplaat aan het vissen was. Gericht onderzoek in 1970 en 1971 (en later nog tot 1974) leverde zo’n 240 altaren en beelden op, votiefstenen en resten van een Romeins bouwwerk. Deze worden bewaard en tentoongesteld in het Rijksmuseum van Leiden. Ze zijn opgevist uit de Schaar van Colijnsplaat, een vaargeul in de Oosterschelde, die ligt op de plaats waar ooit een tempel voor Nehalennia was gebouwd. Men ziet haar zittend op een troon met vruchtenmand op schoot en naast haar een grote mand met vruchten en een hond.
De namen van schenkers van deze altaren laten ook handelaren uit Italië, Keulen, Trier en Brittannië zien die handelden in zout, vissaus en kleding. Andere handelswaar was keramiek van het Rijngebied naar Brittannië, terracottabeeldjes uit Keulen en Trier en wijn uit Zuid-Frankrijk en het Moezel- en Rijngebied. Een inscriptie luidt: "voor Nehalennia heeft Marcus Exingius Agricola, burger uit Trier, zouthandelaar in Keulen, zijn gelofte ingelost, gaarne en met reden". Het merendeel van de offerstenen die zijn opgedoken werd geschonken door kooplui voor een veilige oversteek naar Britannia.

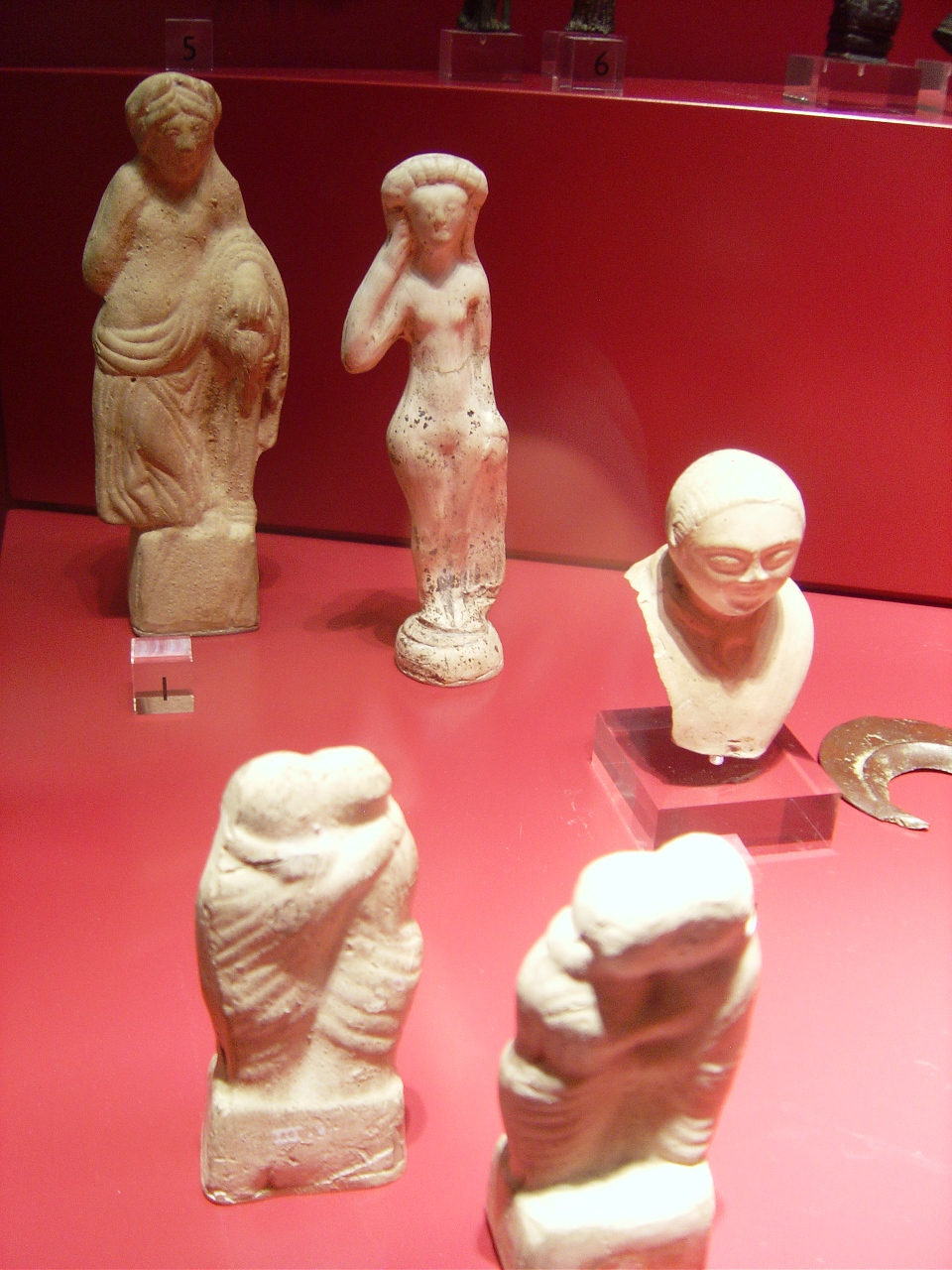
Kleifigurines

In de periode na het jaar 300 verdween de complete tempel in de Schaar van Colijnsplaat, toen in de buurt nog het plaatsje Ganuenta was gelegen. Sinds 1999 is een groep Vlaamse amateurarcheologen van de Landelijke Werkgroep Archeologie Onder Water bezig de zeebodem, waar de tempel in de golven verdween, in kaart te brengen. In 2004 werd in Colijnsplaat een replica van de tempel gebouwd.
Bij Domburg zijn al in 1647 resten van een Nehalennia-tempel gevonden. Nog twee altaren waren gevonden in Keulen-Deutz maar die zijn in de Tweede Wereldoorlog bij een bombardement vernietigd.

#### Beroepen op de altaarinscripties
- Zouthandelaren
- Handelaar in vissaus
- Handelaar in aardewerk (uit Keulen) en terracotta beeldjes, (in de Noordzee 20-25 km uit de kust van Essex gevonden: een godinbeeldje, mogelijk uit een scheepsvracht)[12]
- Wijnhandelaars
- Zeevarenden, zoals handelaren (negotiator Britannicianus): op een stuk altaarsteen uit het land van de Veliocasses (Rouen en omstreken) langs de Seine. Ook is er een steen aangetroffen van een schipper die heen en weer voer tussen Boulogne-sur-Mer in het gebied van de Morini en Britannia.

## Etymologie

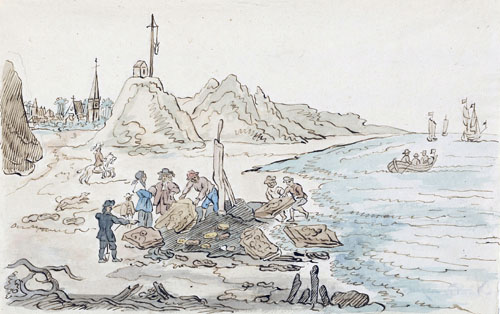
De ontdekking van een Nehalenniatempel in Domburg. Negentiende-eeuwse tekening naar een schets uit 1647

Het is onbekend of de naam Nehalennia een Germaanse, Keltische of andere oorsprong heeft. Stammen die toentertijd rondwaarden werden enerzijds door Romeinse geschiedschrijvers aangeduid als Germaans en worden anderzijds vaak door de hedendaagse archeologie geïdentificeerd - of althans gedeeltelijk - als Keltisch. Bovendien moet worden onderkend dat Nehalennia de Latijnse transcriptie is van een naam uit een andere taal, en zodanig verbasterd is, dat veel van de lokale vocalisatie verloren is. Er zijn verschillende etymologische verklaringen voorgesteld.
Mogelijk is de naam te herleiden tot een samenspel van een aantal (proto-)Keltische of Germaanse woordstammen. Het Keltisch en het Germaans zijn verwante taalgroepen die ook een grotendeels gemeenschappelijke archeologische cultuurhorizon delen, met echter enkele subtiele verschillen. Een andere mogelijkheid is dat de naam is afgeleid van het Griekse nekués, "de geesten van de doden".
Naar de oorsprong van de naam kan per lettergreep of per samengestelde groep van twee lettergrepen worden gezocht. In aanmerking komt afleiding vanuit het proto-indo-europese *nek (dood, brengen) voor de eerste lettergreep, *nebh (nevel) voor de eerste twee lettergrepen en onderzoek naar het achtervoegsel -ennia.
Voor het indo-europese *nek geldt als gereconstrueerde proto-keltische equivalent de stam *nek-e/o- (doden). Ondanks enkele verwijzingen van de votiefbeelden naar de onderwereld, valt deze verklaring niet helemaal te rijmen met de vruchtbaarheidsattributen van de godin.
Een beschouwing van de eerste twee lettergrepen ("Nehal") levert mogelijkheden op voor zowel een verklaring uit het (proto-)Germaans als uit het (proto-)Keltisch.

### Germaans
In geval van een Germaanse oorsprong van "Nehal" zou *nihw-ela- (*nigw-ela-) uit het proto-germaans aanknopingspunten kunnen bieden. Het woord is etymologisch gerelateerd aan het woord "vernielen" in het moderne Nederlands. Deze afkomst zou in overeenstemming zijn met de funeraire symboliek in de motieven op de altaren van Nehalennia, alsmede met haar identificatie binnen de Indo-Europese vrouwelijke drie-eenheid (vergelijk Moirae, Nornen) als de godin van de toekomst (vergelijk de Noorse toekomst-norn Skuld, die tevens walkure was en gezeten op de rug van een hellehond strijders voor het toekomstige Ragnarok verzamelde).

### Keltisch
Van het Proto-Keltisch weten we veel minder, evenmin als van de Oud-Keltische godsdienst, maar in geval van een Keltische oorsprong ligt een afleiding van het Indo-Europese (PIE) *nebʰ- ‘nevel, natheid’ voor de hand. Eén argument voor de waarschijnlijkheid daarvan is het parallelle ontstaan daaruit - via een Keltische dialectvorm *nob- ‘natheid’ - van de godennaam Abnoba (waarin het eerste lid ‘rivier’ betekent). Abnoba is een vergelijkbare Keltische woud- en riviergodin, die werd aanbeden in het Zwarte Woud. Een ander argument voor afleiding uit deze PIE-stam is de bredere ontwikkeling die dit oerwoord in het Keltisch doormaakte naar de betekenissen ‘hemel’ (vergl. Nieuwiers neamh, Welsh nef, Bretons neñv) en ‘wolk’ (vergl. Oudiers nél m., gen. niuil, Welsh nifl, Bretons nivl). Hierin is de karakteristieke Keltische evolutie van harde dentalen naar meer geaspireerde medeklinkers waar te nemen. "Nehal" heeft dan dezelfde woordstam en globale betekenis als het Nederlandse nevel, een woord met een haast cultuuroverstijgende (IE-) context. Vergelijk hiervoor ook de mythische betekenis van het Germaanse Niflheim, eveneens afkomstig uit dezelfde IE-stam, het vaag gedefinieerde maar roemrijke geslacht der Nibelungen en de aanwezigheid in het Bataafse Nederland van de door Tacitus genoemde (nog niet geïdentificeerde) rivier met de naam Nabalia. Over dit laatste geldt dat riviernamen doorgaans honkvast in verband stonden met de cultus van een riviergodin.

### Beide
"Nevel" heeft in voorchristelijke tijden hoogstwaarschijnlijk ook een duistere religieuze associatie gehad met destructieve natuurkrachten. Het woord kan daarmee een dubbele betekenis hebben gehad, waarvan het onderlinge verband alleen in de context van een reeds lang geleden verloren gegane heidense cultuurwereld begrepen kan worden. In het Latijn, dat veel beter bekend is dan het oude Germaans of Keltisch, kan iets daarvan bewaard zijn gebleven in de sterk uiteenlopende betekenis van de verwante woorden "nebula" (nevel, mist, damp) en "nebulo" (windbuil, losbol, deugniet). Als ook het oude Keltisch (sterker verwant aan het Latijn dan aan het oude Germaans) dit negatieve synoniem aan het woord voor nevel had behouden, is de bovenstaande verklaring van "Nehal" uit het proto-germaanse "*nihw-ela-" (vernielen) voor het veronderstelde onderwereld-aspect van Nehalennia overbodig. Deze strekking kan dan insgelijks ook op basis van hetzelfde speculatieve proto-keltische woord voor nevel worden verondersteld. Sterker, aangezien het PIE-equivalent van dit proto-germaanse stamwoord nog onbekend is en er vanuit de vergelijkende linguïstiek ook nog geen verwante tegenhangers gevonden zijn in andere IE-talen, kan de Germaanse wereld dit woord in de destructieve betekenis ervan rechtstreeks uit de Keltische wereld hebben overgenomen. Volgens deze zienswijze zijn beide bovenstaande etymologische verklaringen dus niet strijdig maar wederzijds aanvullend, en is Nehalennia de personificatie van zowel vruchtbaarheid (watergodin) als het hiernamaals (schikgodin).
Uit een bestudering van oude plaats- en persoonsnamen in het gebied tussen de Somme en de Wezer blijkt dat daar in de laat-prehistorische tijd een taal gesproken werd, die tussen Germaans en Keltisch lag en die, in aansluiting op de naamgeving door Caesar gemakshalve ‘Belgisch’ genoemd kan worden. Achteraf is dit taalgebied gegermaniseerd in de tweede eeuw voor Christus. Namen met een vergelijkbare uitgang zijn bijvoorbeeld Arduenna, nu de Ardennen, Taruenna, nu Thérouanne, Rurinna, een bijrivier van de Ruhr en ook de Friese godinnennaam Baduhenna. Uitgaand van het behoud van een ‘Belgische’ klank en Indo-Europese achtervoegsels lezen naamkundigen Bogaers en Gijsseling: ‘De naam Nehalennia is dus naar alle waarschijnlijkheid een afleiding van Indo-Europees nei- ‘leiden’. ..Haar naam kan hier dus geïnterpreteerd worden als ‘leidster, stuurvrouw’, m.a.w. zij die het schip veilig over zee loodst’.

### Andere
Volgens vroege geschiedschrijvers Vredius en Mattheus Smallegange zou de naam voortkomen uit Nova Luna, het Latijn voor 'Nieuwe maan'.
Volgens nog andere linguïsten is de naam Nehalennia zomin uit een Keltische als uit een Germaanse taal afkomstig, maar moet hij uit een nog veel oudere taal voortkomen. Jacob Grimm meldt dat hij geen bevredigende verklaring voor de naam kan geven. Neha- is volgens hem mogelijk te verbinden met het suffix bij vrouwelijke meervoudsvormen (bijvoorbeeld -nehis en -nehabus) dat op altaren in het gebied rond de Nederrijn terug te vinden is. Deze altaren betreffen waarschijnlijk vooral nymfen al is er ook een mater onder te vinden.

### Uitgang
De uitgang -ennia, kan eenvoudig een verbastering van uitheemse (Romeinse) oorsprong zijn. Verwijzingen naar de Keltische moedergodin Anu, inclusief een interpretatie van het hondenmotief als symbool voor een moeder-zoonverering (In de Ierse mythologie wordt Anu voorgesteld als moeder van drie zoons die hun gedaante kunnen veranderen in die van een hond), blijven volledig speculatief.

## Hedendaags gebruik en vernoemingen
- Nehalennia was een tijdschrift gewijd aan de studie der westerse oudheid en de nawerking daarvan.
- De naam van de Middelburgse openbare scholengemeenschap werd in 1997 veranderd in Nehalennia.
- In Domburg vindt men naast de Nehalenniaweg ook Hotel Nehalennia.[17]
- Een viaduct over Rijksweg 11 nabij Alphen aan den Rijn draagt de naam Nehalennia.
- De wetenschappelijke naam van het libellengeslacht dwergjuffers is Nehalennia.
- De prehistorische vinvis Nehalaennia devossi is vernoemd naar de godin Nehalennia.[18]
- In Archeon, het archeologisch themapark te Alphen aan den Rijn, bevat de Gallo-Romeinse tempel een godenbeeld van Nehalennia waar dagelijks middels een kleine opvoering een offer aan Nehalennia wordt gebracht.
- Op het album Uit oude grond uit 2010 van de Gelderse folk metal band Heidevolk staat een nummer "Nehalennia".[19]
- Het Zeeuws dispuut Nehalennia was een dispuut binnen de Rotterdamse studentenvereniging SSR-R.

De naam van het werkeiland Neeltje Jans van de Oosterscheldekering, onderdeel van de deltawerken, wordt soms in verband gebracht met Nehalennia. Het werkeiland dankt de naam echter aan een zandbank, die deze naam kreeg nadat daar in de achttiende eeuw het schip Neeltje Jans op was vastgelopen.